# دانشگاه آزاد اسلامی واحد جیرفت
دانشگاه آزاد اسلامی واحد جیرفت یکی از واحدهای دانشگاه آزاد اسلامی است که در شهرستان جیرفت قرار دارد. این دانشگاه؛ قدیمی‌ترین و بزرگترین دانشگاه جنوب استان کرمان است. ریاست این دانشگاه هم‌اکنون به عهده اسماعیل اسلامی می‌باشد.

## دانشکده‌ها
دانشگاه آزاد اسلامی واحد جیرفت مشتمل بر دانشکده‌های زیر می‌باشد:
- دانشکده فنی و مهندسی
- دانشکده کشاورزی
- دانشکده علوم انسانی
- دانشکده تربیت بدنی
- سایت جدید تحصیلات تکمیلی

## کارگاه‌های آموزشی
| کارگاه برق                     | کارگاه جوشکاری          | کارگاه معماری        | کارگاه کامپیوتر         |
| کارگاه‌های تحقیقاتی مزرعه       | کارگاه گیاهان دارویی    | کارگاه نقاشی         | کارگاه ماشینهای کشاورزی |
| کارگاه مکانیک                  | آتلیه معماری            | کارگاه ادوات کشاورزی | کارگاه عمران            |
| کارگاه و کلکسیون گیاهان دارویی | کارگاه و سایت کامپیوتری |                      |                         |

## آزمایشگاه‌ها
| آزمایشگاه جانورشناسی-ژنتیک، علوم تشریح         | آزمایشگاه زیست‌شناسی و بیماری‌های گیاهی | آزمایشگاه شیمی              |
| آزمایشگاه خاک‌شناسی، آبیاری، طبقه‌بندی و نقشه‌کشی | آزمایشگاه زمین‌شناسی                   | آزمایشگاه کشت بافت          |
| آزمایشگاه فیزیک                                | آزمایشگاه هرم باریوم گیاهی            | آزمایشگاه اصول اصلاح نباتات |
| آزمایشگاه حشره‌شناسی                            |                                       |                             |

## انجمن‌های علمی
به منظور سهیم سازی دانشجویان در رشته‌های مختلف در فعالیت‌های علمی و پژوهشی این دانشگاه تاکنون موفق به اخذ مجوز فعالیت ۹ انجمن علمی به شرح ذیل شده‌است:
- انجمن علمی زراعت
- انجمن علمی باغبانی
- انجمن علمی زیست‌شناسی
- انجمن علمی تولیدات گیاهی
- انجمن علمی ادبیات
- انجمن علمی گیاهپزشکی
- انجمن علمی علوم قضایی
- انجمن شیمی و صنایع غذایی
- انجمن فقه و مبانی حقوق
- انجمن کامپیوتر[۵]

## امکانات پژوهشی

### گلخانه آموزشی تحقیقاتی
گلخانه آموزشی و تحقیقاتی دانشگاه آزاد اسلامی واحد جیرفت در سال ۱۳۷۵ توسط عبدالله جاسبی ریاست وقت دانشگاه آزاد اسلامی افتتاح شد.
این گلخانه با تأسیسات جانبی دارای ۴۰۰۰ متر مربع مساحت بوده و از حیث یکپارچه بودن بزرگترین گلخانه آموزشی و تحقیقاتی کشور محسوب می‌شود. اسکلت آن فلزی، پوشش سقف شیشه، پایه‌های بتنی و جهت جغرافیایی آن شمالی و جنوبی، سیستم آبیاری آن میست(mist) می‌باشد.

### مزرعه تحقیقاتی
- مزرعه آموزشی تحقیقاتی دلفارد در مسافت ۳۵ کیلومتری جیرفت و در نقطه‌ای قرار گرفته که با توجه به شرایط اقلیمی رویش گیاهی متنوع را می‌طلبد.
- مزرعه خضرآباد دانشگاه آزاد جیرفت در ۲۵ کیلومتری جاده جیرفت عنبر آباد واقع شده‌است که دارای ۱۱۰ هکتار زمین مشتمل بر سه حلقه چاه آب برقی و سیستم آبرسانی تحت فشار (قطره‌ای) و همچنین شصت هکتار باغ که چهل هکتار آن انواع مرکبات به تعداد ۷۵۰۰ اصله درخت است.[۷]

### مزرعهگیاهان دارویی
- مزرعه شماره ۱ واقع در خضرآباد:

در دارای گونه‌های متنوعی از جمله ۶۰۰۰ متر مربع آلوئه ورا رزماری، به لیمو، نعناع فلفلی، بابونه آلمانی، بومادران و غیره می‌باشد که به‌طور متناوب کشت می‌شوند.
- مزرعه شماره ۲ واقع در دلفارد:

دارای گونه‌های متنوع معتدله بوده و در مجاورت باغات مرکبات و انار و زیتون دانشگاه قرار دارد شامل گیاهان چون آویشین تیموس، لانواند، به لیمو، زعفران و رزماری می‌باشد.

## رشته‌های تحصیلی

### کارشناسی ارشد
- فقه و مبانی حقوق اسلامی
- زبان و ادبیات فارسی
- زبان و ادبیات عرب
- ادبیات تطبیقی
- زراعت
- مهندسی باغبانی- گیاهان دارویی و ادویه‌ای
- مهندسی باغبانی- سبزیکاری
- مهندسی باغبانی- میوه کاری
- مهندسی باغبانی– گیاهان زینتی
- فرهنگ و زبانهای باستانی
- فقه و اصول
- فیزیولوژی فناوری پس از برداشت
- بیوتکنولوژی ژنتیک مولکولی باغبانی
- ادبیات مقاومت[۹] [۱۰]

### کارشناسی پیوسته
- مهندسی برق- قدرت
- مهندسی کامپیوتر- سخت‌افزار
- مهندسی کامپیوتر- نرم‌افزار
- علوم سیاسی
- حسابداری
- مدیریت دولتی
- مهندسی معدن- استخراج معدن
- نقاشی- نقاشی
- مهندسی فضای سبز
- زراعت و اصلاح نباتات
- باغبانی
- علوم گیاهی(زیست‌شناسی)
- دبیری زبان و ادبیات فارسی
- فقه و مبانی حقوق اسلامی
- علوم قضایی
- زبان و ادبیّات عرب
- گیاه پزشکی
- حقوق
- دبیری فرهنگ و معارف اسلامی
- دبیری زبان انگلیسی
- علوم قرآن و حدیث[۱۱]

### کارشناسی ناپیوسته
- مهندسی تکنولوژی عمران- عمران
- مکانیک خودرو
- علمی کاربردی حسابداری
- مهندسی تکنولوژی نرم‌افزار کامپیوتر
- مهندسی تکنولوژی سخت‌افزار کامپیوتر
- علمی کاربردی گرافیک
- آموزش ریاضی
- علوم آزمایشگاهی - دامپزشکی
- مهندسی تکنولوژی استخراج معادن زیرزمینی
- مهندسی تولیدات گیاهی
- زبان و ادبیات فارسی (طرح معلمان)
- صنایع غذایی
- گیاهان دارویی
- آموزش دینی و عربی
- معارف اسلامی طرح معلمان
- معماری
- تربیت بدنی
- آموزش ابتدایی
- تولیدات گیاهی (باغبانی)
- برق- کنترل و ابزار دقیق
- آموزش زبان انگلیسی[۱۱]

### کاردانی پیوسته
- معدن
- استخراج معدن
- امور زراعی
- امور زراعی و باغی
- امور دامی
- حسابداری
- کامپیوتر
- الکترونیک
- الکتروتکنیک
- نقشه‌کشی معماری ساختمان
- تأسیسات
- مکانیک خودرو
- صنایع غذایی
- تربیت بدنی
- معماری شهری (سما)
- شیمی صنایع غذایی (سما)
- کامپیوتر (سما)
- حسابداری (سما)
- صنایع شیمیایی (سما)[۱۱]

### کاردانی ناپیوسته
- مدیریت بانکی
- معدن- استخراج معادن زغال سنگ
- کاردان فنی معدن- استخراج معادن غیر زغال سنگ
- تکنولوژی تولیدات گیاهی
- صنایع قند سازی
- صنایع غذایی
- تولید و بهره‌برداری گیاهان دارویی و معطر
- مربی‌گری تربیت بدنی
- تعلیمات دینی و عربی
- زبان و ادبیات فارسی طرح معلمان
- تکنولوژی ماشین‌های کشاورزی
- دامپزشکی
- ریاضی
- آموزش ابتدایی
- زبان انگلیسی
- علوم قضایی
- تربیت مربی مراکز پیش از دبستان
- تکنولوژی علوم گیاهپزشکی و معماری[۱۱]

### تحصیلات تکمیلی
این واحد دانشگاه در سال ۱۳۶۲ تأسیس شده و در رشته‌های ادبیات فارسی، ادبیات عرب ،باغبانی و الهیات و معارف اسلامی– فقه و مبانی حقوق در مقطع دکترا از سال ۱۳۹۴ اقدام به جذب دانشجو کرده‌است.

## تأسیسات ساختمانی
- مجتمع اداری آموزشی سایت قدیم
- مجتمع اداری آموزشی سایت جدید
- مجموعه ورزشی دانشگاه
- مجموعه خوابگاه برادران
- مجموعه خوابگاه خواهران
- مجموعه تحقیقاتی خضرآباد (گرمسیر)
- مجموعه تحقیقاتی دلفارد (سردسیر)
- مهمانسرای کرمان
- مدارس سما[۱۵]